# کیسوکه کوایده
کیسوکه کوایده (به ژاپنی: 小出 恵介, Koide Keisuke)؛ زادهٔ ۲۰ فوریهٔ ۱۹۸۴) بازیگر، و بازیگر تلویزیون اهل ژاپن است. وی از سال ۲۰۰۳ میلادی تاکنون مشغول فعالیت بوده‌است.
از فیلم‌ها یا برنامه‌های تلویزیونی که وی در آن نقش داشته‌است می‌توان به دوست دختر من یک سایبورگ است، رژه اشاره کرد.